# Hamburg Music Business
Der Hamburg Music Business e. V. (Hamburg Music) ist Deutschlands erster und Europas größter regionaler Musikwirtschafts-Zusammenschluss mit derzeit rund 140 Mitgliedsunternehmen.

## Verein
Hamburg Music wurde im März 2004 unter dem Namen „Interessengemeinschaft Hamburger Musikwirtschaft e. V.“ mit dem Zweck gegründet, den Musik- und Musikwirtschaftsstandort Hamburg zu fördern und mitzugestalten. 2022 erfolgte die Umbenennung in Hamburg Music Business e. V.
Der Verein vertritt Firmen und Selbständige aus Hamburg mit insgesamt mehr als 1500 festangestellten Mitarbeitern, weitaus mehr frei Beschäftigten und einem gesamten Jahresumsatzvolumen von über 1 Mrd. €. Mitglieder von Hamburg Music Business sind unabhängige Unternehmen aller musikwirtschaftlichen Teilgebiete: Künstleragenturen/-managements, Produktionsfirmen, Verlage, Labels, Vertriebe, Konzertveranstalter, Event-Agenturen, Musikclubs, Digital-Dienstleister, Medien-Anwälte, Promotion-Agenturen, Musikmedien oder musiknahe Institutionen.

## Ziele
1. Schaffung struktureller Rahmenbedingungen für erfolgreiches und unabhängiges Wirtschaften im Bereich der Musik
2. aktive Vernetzung der Hamburger Musikwirtschaft in sich und mit den wesentlichen Akteuren anderer inhaltlich und strukturell verbundener Branchen auf regionaler, nationaler sowie internationaler Ebene
3. Lobbyarbeit zur Durchsetzung der branchenermittelten Interessen gegenüber Politik und Verwaltung
4. nachhaltige Verankerung der Musikwirtschaft im Bewusstsein der Stadt
5. Stärkung des Standortes Hamburg als Musikmetropole auf nationaler wie internationaler Ebene[4]

## Projekte
Im Rahmen der Verfolgung ihrer Ziele führt Hamburg Music zahlreiche nationale und internationale Projekte mit und für ihre Mitgliedsunternehmen durch. Der Verein ist beispielsweise Initiatorin des Music Cities Network (MCN), eines öffentlich-privaten Netzwerks mit dem Ziel, die Kommunikation und Kooperation zwischen internationalen Musikstädten auszubauen und zu verbessern. Mit der Music Business Summer School organisiert Hamburg Music ein jährlich stattfindendes Weiterbildungs- und Professionalisierungsangebot für die deutschsprachige Musikbranche. Beim Reeperbahn Festival schafft der Verein mit dem Hamburg Haus jedes Jahr einen designierten Ort, an dem sich Künstler, Unternehmen und Institutionen aus der Hamburger Musikwirtschaft präsentieren und untereinander vernetzen können. Hamburg Music gehört seit 2008 zu den Organisatoren des Hamburger Auftrittes beim South By Southwest Festival (SXSW) in Austin, Texas. 2018 veranstaltete Hamburg Music gemeinsam mit der Trinkwasserinitiative Viva Con Agua im Rahmen des Weltwassertages die „Waterweek LA“ in Los Angeles. Seit 2011 organisiert der Verein die Verleihung des Hamburger Musikpreises (bis 2017: „HANS“).